# 銳克
銳克 （英文：UCAN）是廣州市銳克體育用品有限公司的綜合性體育品牌。該公司成立於1988年，前身是廣州市海珠區裕新文體公司。創始人是中國著名足球運動員趙達新及其大哥趙達裕。

## 歷史
在上世紀80年代的大部分時間裡，趙達新作為廣州隊的一員參加甲級聯賽，但未能取得突破。 1987年底，後來成為銳克創始人之一的趙達新選擇決定退役，當時年僅25歲。1988年，退役的他並嘗試經商。他以不到1萬元的資金在廣州洪德球場旁開設了一家名為“裕新文體用品屋”的體育用品店。這是他的第一家店鋪，店名“裕新”取自他和他的大哥趙達裕的名字。趙達新選擇經商的原因是他認為除了做生意，他沒有其他擅長的領域可以賺大錢。趙達新在1989年底賺到了他經商生涯的第一筆錢。初期，他手裡頭只有一輛摩托車，而店舖的資金主要來自家裡的支持。
1994年，锐克与沈阳海狮球队建立赞助合作，成为首个支持中国最高级别职业赛事甲A联赛的本土品牌。自此，锐克积极扩展合作范围，成为多支中国足球联赛球队及香港足球联赛球队的赞助商。2023年5月20日，UCAN锐克与中冠球队广州影豹球队正式达成全面战略合作伙伴协议，携手开启崭新的合作篇章.